# Light novel di Date A Live

Logo della serie

Questa è la lista delle light novel della serie Date A Live di Kōshi Tachibana.
Scritte da Kōshi Tachibana e illustrate da Tsunako, le light novel di Date A Live sono state pubblicate dalla casa editrice Fujimi Shobō, sotto l'etichetta Fujimi Fantasia Bunko. Il primo romanzo è stato pubblicato il 19 marzo 2011 ed entro il primo quadrimestre 2020 sono stati pubblicati in tutto ventidue volumi.
Una serie spin-off intitolata Date A Live Encore (デート・ア・ライブ アンコール?, Dēto A Raibu Ankōru) è stata pubblicata dallo stesso editore a partire dal 18 maggio 2013 e al secondo quadrimestre del 2022 sono usciti 11 volumi in totale.
Sotto la supervisione di Tachibana, una seconda serie spin-off di light novel intitolata Date A Live Fragments: Date A Bullet (デート・ア・ライブ フラグメント デート・ア・バレット?, Dēto A Raibu Furagumento Dēto A Baretto), scritta da Yuichiro Higashide e illustrata da NOCO, è stata pubblicata sempre da Fujimi Shobo dal 18 marzo 2017 e al primo quadrimestre del 2022 sono usciti 8 volumi in totale.
Un'altra serie spin-off intitolata Majutsu tantei Tokisaki Kurumi no jikenbo (魔術探偵・時崎狂三の事件簿?) viene pubblicata dal 20 ottobre 2023.

## Lista volumi

### Date A Live
| Nº   | Titolo italiano (traduzione letterale) Giapponese 「Kanji」 - Rōmaji | Data di prima pubblicazione | Data di prima pubblicazione |
| Nº   | Titolo italiano (traduzione letterale) Giapponese 「Kanji」 - Rōmaji | Giapponese |                             |
| 1    | Date A Live 1: Tohka Dead End 「デート・ア・ライブ 十香デッドエンド」 - Dēto A Raibu Tōka Deddo Endo | 19 marzo 2011 ISBN 978-4-8291-3623-2 |                             |
| 1    | Capitoli (traduzioni letterali dei titoli) - Prologo - Incontro fortuito -Nuovo inizio- - Capitolo 1 - La ragazza senza nome - Capitolo 2 - Inizia (il gioco) l'allenamento - Capitolo 3 - Il tuo nome è ... - Capitolo 4 - Appuntamento a sorpresa - Capitolo 5 - Sandalphon spietato massacratore - Epilogo - Vita con uno Spirito - Postfazione | |                             |
| 2    | Date A Live 2: Yoshino Puppet 「デート・ア・ライブ2 四糸乃パペット」 - Dēto A Raibu 2 Yoshino Papetto | 20 agosto 2011 ISBN 978-4-8291-3672-0 |                             |
| 2    | Capitoli (traduzioni letterali dei titoli) - Prologo - Nuova vita quotidiana - Capitolo 1 - Missione: Sotto lo stesso tetto - Capitolo 2 - La ragazza della pioggia - Capitolo 3 - Compassione eccessivamente distorta - Capitolo 4 - Richieste multiple a casa di Tobiichi - Capitolo 5 - Terra congelata - Epilogo - Il passato che inizia a muoversi - Postfazione                                                                                            | |                             |
| 3    | Date A Live 3: Kurumi Killer 「デート・ア・ライブ3 狂三キラー」 - Dēto A Raibu 3 Kurumi Kirā | 19 novembre 2011 ISBN 978-4-8291-3704-8 |                             |
| 3    | Capitoli (traduzioni letterali dei titoli) - Prologo - Il visitatore nero - Capitolo 1 - Secondo studente trasferito - Capitolo 2 - L'invito di uno Spirito - Capitolo 3 - Guerre delle sorelle - Capitolo 4 - Triplo appuntamento - Capitolo 5 - Imitazione di Nightmare - Postfazione | |                             |
| 4    | Date A Live 4: Itsuka Sister 「デート・ア・ライブ4 五河シスター」 - Dēto A Raibu 4 Itsuka Shisutā | 17 marzo 2012 ISBN 978-4-8291-3744-4 |                             |
| 4    | Capitoli (traduzioni letterali dei titoli) - Capitolo 6 - Fiamme che penetrano il tempo - Capitolo 7 - La conferenza di Kotori - Capitolo 8 - Battaglia dei costumi da bagno - Capitolo 9 - Ultimo appuntamento - Capitolo 10 - La vendicatrice di cinque anni fa - Epilogo - Incontro dell'oscurità - Postfazione | |                             |
| 5    | Date A Live 5: Yamai Tempest 「デート・ア・ライブ5 八舞テンペスト」 - Dēto A Raibu 5 Yamai Tenpesuto | 17 agosto 2012 ISBN 978-4-8291-3795-6 |                             |
| 5    | Capitoli (traduzioni letterali dei titoli) - Prologo - Conquista inversa - Capitolo 1 - I piani della DEM - Capitolo 2 - Le ragazze del ciclone - Capitolo 3 - Doppio approccio - Capitolo 4 - Cuore combattuto - Capitolo 5 - La luce che divide il vento - Epilogo - Shido, io- - Postfazione | |                             |
| 6    | Date A Live 6: Miku Lily 「デート・ア・ライブ6 美九リリィ」 - Dēto A Raibu 6 Miku Rirī | 13 dicembre 2012 (ed. limitata con statuetta) 20 dicembre 2012 (ed. regolare) ISBN 978-4-8291-3835-9                                                   |                             |
| 6    | Capitoli (traduzioni letterali dei titoli) - Prologo - Incontro segreto tra ragazze - Capitolo 1 - Spirito incomprensibile - Capitolo 2 - Maschio/femmina - Capitolo 3 - Cambio di ritmo - Capitolo 4 - Musica - Capitolo 5 - Flash azzurro - Postfazione | |                             |
| 7    | Date A Live 7: Miku Truth 「デート・ア・ライブ7 美九トゥルース」 - Dēto A Raibu 7 Miku Turūsu | 19 marzo 2013 ISBN 978-4-8291-3871-7 |                             |
| 7    | Capitoli (traduzioni letterali dei titoli) - Capitolo 6 - Nightmare, riappare - Capitolo 7 - Il campo di battaglia di solo due persone - Capitolo 8 - Strade inghiottite nel fuoco e nell'ombra - Capitolo 9 - Re Demone - Capitolo 10 - Tiranno massacratore - Epilogo - Dopo il festival - Postfazione | |                             |
| 8    | Date A Live 8: Natsumi Search 「デート・ア・ライブ8 七罪サーチ」 - Dēto A Raibu 8 Natsumi Sāchi | 20 settembre 2013 ISBN 978-4-8291-3938-7 |                             |
| 8    | Capitoli (traduzioni letterali dei titoli) - Prologo - Doppione - Un altro Shido - Capitolo 1 - Halloween - Strega di ottobre - Capitolo 2 - Sospetti - Dodici foto - Capitolo 3 - Elimina - Mattina dodici in punto - Capitolo 4 - Alto rischio - Designazione del sospetto - Capitolo 5 - Stregoneria - Lavoro della strega - Postfazione | |                             |
| 9    | Date A Live 9: Natsumi Change 「デート・ア・ライブ9 七罪チェンジ」 - Dēto A Raibu 9 Natsumi Chenji | 9 dicembre 2013 (ed. limitata con Blu-ray) 20 dicembre 2013 (ed. regolare) ISBN 978-4-04-712974-0 (ed. regolare) ISBN 978-4-04-712937-5 (ed. limitata) |                             |
| 9    | Capitoli (traduzioni letterali dei titoli) - Capitolo 6 - Piccoli mostri - La bambina - Capitolo 7 - Head Hunting - Cenno dalle tenebre - Capitolo 8 - Make up - Trasforma - Capitolo 9 - Mi piacerebbe crederci - È sicuramente una bugia - Capitolo 10 - Caduta - La disperazione sta cadendo - Epilogo - Amica o nemica - La Wizard della DEM - Postfazione                                                                                                   | |                             |
| 10   | Date A Live 10: Tobiichi Angel 「デート・ア・ライブ10 鳶一エンジェル」 - Dēto A Raibu 10 Tobiichi Enjeru | 20 marzo 2014 ISBN 978-4-04-070066-3 |                             |
| 10   | Capitoli (traduzioni letterali dei titoli) - Prologo - Tobiichi Origami - Capitolo 1 - Shido sotto tiro - Capitolo 2 - La Radiante Goetia - Capitolo 3 - Angel - Capitolo 4 - Verità - Capitolo 5 - La discesa del Re Demone all'oscurità - Postfazione | |                             |
| 11   | Date A Live 11: Tobiichi Devil 「デート・ア・ライブ11 鳶一デビル」 - Dēto A Raibu 11 Tobiichi Debiru | 20 settembre 2014 ISBN 978-4-04-070143-1 |                             |
| 11   | Capitoli (traduzioni letterali dei titoli) - Capitolo 6 - L'unico che lotta - Capitolo 7 - Phantom - Capitolo 8 - Devil - Capitolo 9 - Istinto - Capitolo 10 - L'Angelo della notte con le stelle cadenti - Epilogo - Tobiichi Origami - Postfazione | |                             |
| 11.5 | Date A Live 11.5: Itsuka Parents 「デート・ア・ライブ11.5 五河ペアレツ」 - Dēto A Raibu 11 Itsuka Pearentsu | 20 marzo 2015 |                             |
| 11.5 | Capitoli (traduzioni letterali dei titoli) - Itsuka Parents - Postfazione | |                             |
| 12   | Date A Live 12: Itsuka Disaster 「デート・ア・ライブ12 五河ディザスタ」 - Dēto A Raibu 12 Itsuka Dizasutā | 20 giugno 2014 ISBN 978-4-04-070151-6 |                             |
| 12   | Capitoli (traduzioni letterali dei titoli) - Prologo - La bestia della morte - Capitolo 1 - Un invasore fuori dall'ordinario - Capitolo 2 - King's March - Capitolo 3 - Tempo di vacanza - Capitolo 4 - Tempo di party - Capitolo 5 - Danza dello Spirito - Epilogo - "Il Secondo" che è stato rilasciato- - Postfazione | |                             |
| 13   | Date A Live 13: Nia Creation 「デート・ア・ライブ13 二亜クリエイション」 - Dēto A Raibu 13 Nia Kurieishon | 20 ottobre 2015 ISBN 978-4-04-070694-8 |                             |
| 13   | Capitoli (traduzioni letterali dei titoli) - Prologo - E ancora più importante - Il tempo non è abbastanza - Capitolo 1 - Niente panico, questa è la trappola di uno Spirito - Capitolo 2 - Akiba, sono tornata - Capitolo 3 - Molto bene, allora il 2D è ciò che avrai - Capitolo 4 - Se ti arrendi, allora è la fine - Capitolo 5 - Ciò che è tuo è mio - Epilogo - Lo sapevate che Nia?! - Postfazione                                                        | |                             |
| 14   | Date A Live 14: Mukuro Planet 「デート・ア・ライブ14 六喰プラネット」 - Dēto A Raibu 14 Mukuro Puranetto | 19 marzo 2016 ISBN 978-4-04-070695-5 |                             |
| 14   | Capitoli (traduzioni letterali dei titoli) - Prologo - Risveglio delle stelle - Capitolo 1 - Prima visita al santuario dell'anno - Capitolo 2 - Lo Spirito dallo spazio - Capitolo 3 - Nuove ali - Capitolo 4 - Fiaba - Capitolo 5 - Eroe - Postfazione | |                             |
| 15   | Date A Live 15: Mukuro Family 「デート・ア・ライブ15 六喰ファミリー」 - Dēto A Raibu 15 Mukuro Famirī | 17 settembre 2016 ISBN 978-4-04-070927-7 |                             |
| 15   | Capitoli (traduzioni letterali dei titoli) - Capitolo 6 - Battaglia del cosmo - Capitolo 7 - Il cuore sbloccato - Capitolo 8 - Le memorie bloccate - Capitolo 9 - L'esterno dell'oblio - Capitolo 10 - La chiave e la spada - Epilogo - Tempo di riunione - Postfazione | |                             |
| 16   | Date A Live 16: Kurumi Refrain 「デート・ア・ライブ16 狂三リフレイン」 - Dēto A Raibu 16 Kurumi Rifurein | 18 marzo 2017 ISBN 978-4-04-070928-4 |                             |
| 16   | Capitoli (traduzioni letterali dei titoli) - Prologo - Alleata della giustizia - Capitolo 1 - Tentazione di Nightmare - Capitolo 2 - Sorti della battaglia - Capitolo 3 - Tempo di una fanciulla - Capitolo 4 - Il peccato recente - Capitolo 5 - Samsara della salvezza | |                             |
| 17   | Date A Live 17: Kurumi Ragnarok 「デート・ア・ライブ17 狂三ラグナロク」 - Dēto A Raibu 17 Kurumi Ragunaroku | 18 agosto 2017 ISBN 978-4-04-070929-1 |                             |
| 17   | Capitoli (traduzioni letterali dei titoli) - Capitolo Fragment - La nascita degli Spiriti - Capitolo 1 - Il segnale di scoppio della guerra - Capitolo 2 - Manovre segrete di Nightmare - Capitolo 3 - Il riposo finale - Capitolo 4 - Passi della morte - Capitolo 5 - Rinascita dello Spirito | |                             |
| 18   | Date A Live 18: Mio Game Over 「デート・ア・ライブ18 澪ゲームオーバー」 - Dēto A Raibu 18 Mio Gēmuōbā | 20 marzo 2018 ISBN 978-4-04-072565-9 |                             |
| 18   | Capitoli (traduzioni letterali dei titoli) - Capitolo 1 Fragment - Memoria - Capitolo 1 - Madre Zero - Capitolo 2 Fragment - Amiche - Capitolo 2 - I tre Wizard - Capitolo 3 Fragment - Scuola - Capitolo 3 - Il Folium caduto di Yggdrasil - Capitolo 4 Fragment - Appuntamento - Capitolo 4 - Il primo e l'ultimo confronto - Capitolo 5 Fragment - Oceano - Capitolo 5 - Colui che preme il grilletto                                                         | |                             |
| 19   | Date A Live 19: Mio True End 「デート・ア・ライブ19 澪トゥルーエンド」 - Dēto A Raibu 19 Mio Tourū Endo | 18 agosto 2018 ISBN 978-4-04-072821-6 |                             |
| 19   | Capitoli (traduzioni letterali dei titoli) - Capitolo 1 - Responsabilità dei sopravvissuti - Capitolo 2 - "Secondo" appuntamento - Capitolo 3 - Il campo di battaglia che dovrebbe essere chiamato impossibile - Capitolo 4 - Paradiso Momentaneo - Capitolo 5 - E la sua scelta è... - Capitolo Finale - Una mano che tende | |                             |
| 20   | Date A Live 20: Tohka World 「デート・ア・ライブ20 十香ワールド」 - Dēto A Raibu 20 Tohka Wārudo | 20 marzo 2019 ISBN 978-4-04-072822-3 |                             |
| 20   | Capitoli (traduzioni letterali dei titoli) - Prologo - Un altro Spirito - Capitolo 1 Fragment - L'altra me - Capitolo 1 - Mondo felice - Capitolo 2 Fragment - Felicità - Capitolo 2 - Si alza il sipario sul secondo scenario - Capitolo 3 Fragment - Disperazione - Capitolo 3 - Spirit War - Capitolo 4 Fragment - Riunione - Capitolo 4 - L'ultimo in piedi è - Capitolo 5 Fragment - Caro - Capitolo 5 - Il dio benevolo - Capitolo Finale - Last Day Alive | |                             |
| 21   | Date A Live 21: Tohka Good End First Half 「デート・ア・ライブ21 十香グッドエンド 上」 - Dēto A Raibu 21 Tōka Guddo Endo Ue | 19 ottobre 2019 ISBN 978-4-04-073267-1 |                             |
| 21   | Capitoli (traduzioni letterali dei titoli) - Capitolo 0 - Reine Murasame - Capitolo 1 - Origami Tobiichi - Capitolo 2 - Nia Honjou - Capitolo 3 - Kurumi Tokisaki - Capitolo 4 - Yoshino Himekawa - Capitolo 5 - Kotori Itsuka | |                             |
| 22   | Date A Live 22: Tohka Good End Second Half 「デート・ア・ライブ22 十香グッドエンド 下」 - Dēto A Raibu 22 Tōka Guddo Endo Shita | 19 marzo 2020 ISBN 978-4-04-073581-8 |                             |
| 22   | Capitoli (traduzioni letterali dei titoli) - Capitolo 6 - Mukuro Hoshimiya - Capitolo 7 - Natsumi Kyouno - Capitolo 8 - Yamai Kazamachi - Capitolo 9 - Miku Izayoi - Capitolo 10 - Tohka Yatogami | |                             |

### Date A Live Encore
| Nº | Titolo italiano (traduzione letterale) Giapponese 「Kanji」 - Rōmaji | Data di prima pubblicazione | Data di prima pubblicazione |
| Nº | Titolo italiano (traduzione letterale) Giapponese 「Kanji」 - Rōmaji | Giapponese |                             |
| 1  | Date A Live Encore 1 「デート・ア・ライブ アンコール」 - Dēto A Raibu Ankōru | 18 maggio 2013 ISBN 978-4-04-071007-5 |                             |
| 1  | Capitoli (traduzioni letterali dei titoli) - Preparativi per l'appuntamento Caso 1: Yoshino - Preparativi per l'appuntamento Caso 2: Kotori Itsuka - Preparativi per l'appuntamento Caso 3: Origami Tobiichi - Tohka Gamer Center - Origami Impossible - Yoshino Fireworks - Kotori Birthday - Yamai Lunchtime - Kurumi Star Festival - Postfazione | |                             |
| 2  | Date A Live Encore 2 「デート・ア・ライブ アンコール２」 - Dēto A Raibu Ankōru 2 | 20 maggio 2014 ISBN 978-4-04-070116-5 |                             |
| 2  | Capitoli (traduzioni letterali dei titoli) - Date a if - Caso 1: Che cosa succede se Tohka e gli altri hanno fatto un gravure shooting - Date a if - Caso 2: Che cosa succede se Kurumi entra nella vita quotidiana - Date a if - Caso 3: Che cosa succede se Origami e Mana sono sorelle di sangue - Shido Hunters - Vacanze estive provvisorie - Fratello sconosciuto - Spirit King Game - Tenou Festival Contest - Il grande giorno di Ellen Mathers - Postfazione | |                             |
| 3  | Date A Live Encore 3 「デート・ア・ライブ アンコール３」 - Dēto A Raibu Ankōru 3 | 9 dicembre 2014 (ed. limitata con Blu-ray) 20 dicembre 2014 (ed. regolare) ISBN 978-4-04-070149-3 (ed. regolare) ISBN 978-4-04-070083-0 (ed. limitata) |                             |
| 3  | Capitoli (traduzioni letterali dei titoli) - Date A Live Caso 1: Abito Astrale - Date A Live Caso 2: Costume da bagno - Date A Live Caso 3: Santa Klaus - Miku On-Stage - Shiori Penalty - Natsumi Teaching - Mana Research - Cat Cafè A Live - Spirit Merry Christmas - Kurumi Santa Klaus - Postfazione | |                             |
| 4  | Date A Live Encore 4 「デート・ア・ライブ アンコール 4」 - Dēto A Raibu Ankōru 4 | 20 agosto 2015 ISBN 978-4-04-070696-2 |                             |
| 4  | Capitoli (traduzioni letterali dei titoli) - Date A job Caso 1: Studente - Date A job Caso 2: Cameriera - Date A job Caso 3: Sorellina - Tohka Working - Yoshino Highschool - Origami Normalize - Kurumi Cat - Mana Mission - Kotori Mystery - Tohka Reverse - Postfazione | |                             |
| 5  | Date A Live Encore 5 「デート・ア・ライブ アンコール 5」 - Dēto A Raibu Ankōru 5 | 20 maggio 2016 ISBN 978-4-04-070926-0 |                             |
| 5  | Capitoli (traduzioni letterali dei titoli) - Date A Interview Caso 1: <Princess> - Date A Interview Caso 2: Tohka Yatogami - Date A Interview Caso 1: Tohka (Inversa) - Origami Couseling - Reine Holiday - Silver Astray - Silver Murderer - Spirit Snow Wars - Spirit Dark Matter - Postfazione | |                             |
| 6  | Date A Live Encore 6 「デート・ア・ライブ アンコール 6」 - Dēto A Raibu Ankōru 6 | 20 dicembre 2016 ISBN 978-4-04-072092-0 |                             |
| 6  | Capitoli (traduzioni letterali dei titoli) - Date A Gravure Caso 1: Abito Astrale - Date A Gravure Caso 2: Uniforme - Date A Gravure Caso 3: Intimo - Spirit New Year - Nia Galgame - Spirit Animation - Spirit Online - Spirit Offline - Mukuro Hair - Postfazione | |                             |
| 7  | Date A Live Encore 7 「デート・ア・ライブ アンコール 7」 - Dēto A Raibu Ankōru 7 | 20 dicembre 2017 ISBN 978-4-04-072564-2 |                             |
| 7  | Capitoli (traduzioni letterali dei titoli) - Date A Girl Caso 1: Vacanze - Date A Girl Caso 2: Ragazze magiche - Date A Girl Caso 3: Idol - Tohka Foodfight - Yoshino Experience - Kurumi Valentine - Yamai Exchange - Miku Burglar - Mikie Measurement - Reine Marriagehunt - Postfazione | |                             |
| 8  | Date A Live Encore 8 「デート・ア・ライブ アンコール 8」 - Dēto A Raibu Ankōru 8 | 20 ottobre 2018 ISBN 978-4-04-072943-5 |                             |
| 8  | Capitoli (traduzioni letterali dei titoli) - Date A Parallel Caso 1: Princess - Date A Parallel Caso 2: Kendo - Date A Parallel Caso 3: Paradiso - Apertura nell'oscurità - Natsumi Double - Tohka Brave - Kotori Editor - Mukuro Geisha - Shiori Spirit - Quella fine è - Postfazione | |                             |
| 9  | Date A Live Encore 9 「デート・ア・ライブ アンコール 9」 - Dēto A Raibu Ankōru 9 | 20 luglio 2019 ISBN 978-4-04-073269-5 |                             |
| 9  | Capitoli (traduzioni letterali dei titoli) - Date A Cruise Caso 1: Danza - Date A Cruise Caso 2: Casinò - Date A Cruise Caso 3: Piscina - Itsuka Parents - Nia House - Natsumi Challenge - Origami Training - Miku Scandal - Spirit Cruising - Postfazione | |                             |
| 10 | Date A Live Encore 10 「デート・ア・ライブ アンコール 10」 - Dēto A Raibu Ankōru 10 | 20 agosto 2020 ISBN 978-4-04-073270-1 |                             |
| 10 | Capitoli (traduzioni letterali dei titoli) - Kurumi Friend - Tohka President - Mana Again - Spirit Camping - Spirit Werewolf - Tohka After - Postfazione | |                             |
| 11 | Date A Live Encore 11 「デート・ア・ライブ アンコール 11」 - Dēto A Raibu Ankōru 11 | 20 maggio 2022 ISBN 978-4-04-074603-6 |                             |
| 11 | Capitoli (traduzioni letterali dei titoli) - Tohka Graduation - Yamai Triad - Itsuka Partner - Natsumi Election - Spirit Stranger - Mio Origin - Postfazione | |                             |

### Date A Live Fragment Date A Bullet
| Nº | Titolo italiano (traduzione letterale) Giapponese 「Kanji」 - Rōmaji | Data di prima pubblicazione             | Data di prima pubblicazione |
| Nº | Titolo italiano (traduzione letterale) Giapponese 「Kanji」 - Rōmaji | Giapponese                              |                             |
| 1  | Date A Live Fragment Date A Bullet 1 「デート・ア・ライブ フラグメント デート・ア・バレット」 - Dēto A Raibu Furagumento Dēto A Baretto | 18 marzo 2017 ISBN 978-4-04-072239-9    |                             |
| 1  | Capitoli (traduzioni letterali dei titoli) - Vuoto - Yume Inui - Nogi Aiai - Takeshita Ayame - Sheri Musika - Yui Sagakure - Doll Master - Isami Hijikata - Furue Tonami - Vuoto (In Cattura) - Doll Master                                                                                 |                                         |                             |
| 2  | Date A Live Fragment Date A Bullet 2 「デート・ア・ライブ フラグメント デート・ア・バレット2」 - Dēto A Raibu Furagumento Dēto A Baretto 2 | 18 agosto 2017 ISBN 978-4-04-072240-5   |                             |
| 2  | Capitoli (traduzioni letterali dei titoli) - Prologo - La Nona Regione(Yesod) - Mizuha Banouin - Rinemu Kirari - Cradle - Gruppo di tre uomini (Unita) - Canta una canzone - Luki(Rook) - E ora, Regina Bianca - Imbarco sul percorso incompiuto                                            |                                         |                             |
| 3  | Date A Live Fragment Date A Bullet 3 「デート・ア・ライブ フラグメント デート・ア・バレット3」 - Dēto A Raibu Furagumento Dēto A Baretto 3 | 20 marzo 2018 ISBN 978-4-04-072566-6    |                             |
| 3  | Capitoli (traduzioni letterali dei titoli) - Prologo - La Terza Regione di Kurumi (Binah) - Prigione Labirintica - Un elegante momento di caccia - Sospetti - Kurumi Tokisaki, Kurumi Tokisaki e Kurumi Tokisaki - Trionfo e battaglia decisiva - Epilogo                                   |                                         |                             |
| 4  | Date A Live Fragment Date A Bullet 4 「デート・ア・ライブ フラグメント デート・ア・バレット4」 - Dēto A Raibu Furagumento Dēto A Baretto 4 | 18 agosto 2018 ISBN 978-4-04-072872-8   |                             |
| 4  | Capitoli (traduzioni letterali dei titoli) - Prologo - La Regione dei Venti Concorrenti - Rivelazione del Mondo Confinante - Dall'altro lato, allo stesso tempo - I giochi di guerra sono anche adorabili - C'era una volta - Fiorendo con fervore in piena gloria - Ultima danza - Epilogo |                                         |                             |
| 5  | Date A Live Fragment Date A Bullet 5 「デート・ア・ライブ フラグメント デート・ア・バレット5」 - Dēto A Raibu Furagumento Dēto A Baretto 5 | 20 marzo 2019 ISBN 978-4-04-073105-6    |                             |
| 5  | Capitoli (traduzioni letterali dei titoli) - Prologo - Casinò Battle Royale - Ospiti non invitati - Cosa è stato abbattuto - Così il palazzo crolla - Vincoli Eterni - Epilogo |                                         |                             |
| 6  | Date A Live Fragment Date A Bullet 6 「デート・ア・ライブ フラグメント デート・ア・バレット6」 - Dēto A Raibu Furagumento Dēto A Baretto 6 | 19 marzo 2020 ISBN 978-4-04-073372-2    |                             |
| 6  | Capitoli (traduzioni letterali dei titoli) - Prologo - Verso un viaggio avventuroso - E ci si tuffa in profondità - E così, arriva il disastro - Offri preghiere alla fine del viaggio - La fine della variazione delle Spirito - Per esempio, se questo fosse il caso                      |                                         |                             |
| 7  | Date A Live Fragment Date A Bullet 7 「デート・ア・ライブ フラグメント デート・ア・バレット7」 - Dēto A Raibu Furagumento Dēto A Baretto 7 | 20 novembre 2020 ISBN 978-4-04-073779-9 |                             |
| 7  | Capitoli (traduzioni letterali dei titoli) - Prologo - Anche se chiedi al mondo della crudeltà, suona semplicemente vuoto - Non c'è domani per i guerrieri - Solo un sogno dopo l'altro - Il trionfo della regina - E così, Yamauchi Sawa...                                                |                                         |                             |
| 8  | Date A Live Fragment Date A Bullet 8 「デート・ア・ライブ フラグメント デート・ア・バレット8」 - Dēto A Raibu Furagumento Dēto A Baretto 8 | 20 gennaio 2022 ISBN 978-4-04-074363-9  |                             |
| 8  | Capitoli (traduzioni letterali dei titoli) - Prologo - Allora, vai a uccidere la tua ex migliore amica - Addio amica mia - Due percorsi e un finale - E così, Kurumi Tokisaki è... |                                         |                             |

### Majutsu tantei Tokisaki Kurumi no jikenbo
| Nº | Titolo italiano (traduzione letterale) Giapponese 「Kanji」 - Rōmaji                                                 | Data di prima pubblicazione            | Data di prima pubblicazione |
| Nº | Titolo italiano (traduzione letterale) Giapponese 「Kanji」 - Rōmaji                                                 | Giapponese                             |                             |
| 1  | Majutsu tantei Tokisaki Kurumi no jikenbo 「魔術探偵・時崎狂三の事件簿」 - Majutsu tantei Tokisaki Kurumi no jikenbo | 20 ottobre 2023 ISBN 978-4-04-075182-5 |                             |